# Grand Prix Austrálie 1993
Grand Prix Austrálie 1993 (LVI. Transurban Australian Grand Prix), 16. závod 44. ročníku mistrovství světa jezdců Formule 1 a 35. ročníku poháru konstruktérů, historicky již 548. grand prix, se odehrála na okruhu Adeliade.

## Výsledky

### Kvalifikace
| Pořadí | Číslo | Jezdec             | Konstruktér             | Čas      | Odstup |
| ------ | ----- | ------------------ | ----------------------- | -------- | ------ |
| 1      | 8     | Ayrton Senna       | McLaren - Ford          | 1:13.371 |        |
| 2      | 2     | Alain Prost        | Williams - Renault      | 1:13.807 | +0.436 |
| 3      | 0     | Damon Hill         | Williams - Renault      | 1:13.826 | +0.455 |
| 4      | 5     | Michael Schumacher | Benetton - Ford         | 1:14.098 | +0.727 |
| 5      | 7     | Mika Häkkinen      | McLaren - Ford          | 1:14.106 | +0.735 |
| 6      | 28    | Gerhard Berger     | Ferrari                 | 1:14.194 | +0.823 |
| 7      | 27    | Jean Alesi         | Ferrari                 | 1:15.332 | +1.961 |
| 8      | 25    | Martin Brundle     | Ligier - Renault        | 1:16.022 | +2.651 |
| 9      | 6     | Riccardo Patrese   | Benetton - Ford         | 1:16.077 | +2.706 |
| 10     | 10    | Aguri Suzuki       | Footwork - Mugen-Honda  | 1:16.079 | +2.708 |
| 11     | 29    | Karl Wendlinger    | Sauber - Ilmor          | 1:16.106 | +2.735 |
| 12     | 30    | Jyrki Järvilehto   | Sauber - Ilmor          | 1:16.286 | +2.915 |
| 13     | 14    | Rubens Barrichello | Jordan - Hart           | 1:16.459 | +3.088 |
| 14     | 26    | Mark Blundell      | Ligier - Renault        | 1:16.469 | +3.098 |
| 15     | 4     | Andrea de Cesaris  | Tyrrell - Yamaha        | 1:16.892 | +3.521 |
| 16     | 24    | Pierluigi Martini  | Minardi - Ford          | 1:16.905 | +3.534 |
| 17     | 9     | Derek Warwick      | Footwork - Mugen-Honda  | 1:16.919 | +3.548 |
| 18     | 3     | Ukjó Katajama      | Tyrrell - Yamaha        | 1:17.018 | +3.647 |
| 19     | 15    | Eddie Irvine       | Jordan - Hart           | 1:17.341 | +3.970 |
| 20     | 12    | Johnny Herbert     | Lotus - Ford            | 1:17.450 | +4.079 |
| 21     | 20    | Erik Comas         | Larrousse - Lamborghini | 1:17.750 | +4.379 |
| 22     | 23    | Jean-Marc Gounon   | Minardi - Ford          | 1:17.754 | +4.383 |
| 23     | 11    | Pedro Lamy         | Lotus - Ford            | 1:19.369 | +5.998 |
| 24     | 19    | Tošio Suzuki       | Larrousse - Lamborghini | 1:21.793 | +8.422 |

### Závod
| Pořadí | Číslo | Jezdec             | Konstruktér           | Kola | Čas/odstoupení  | Start | Body |
| ------ | ----- | ------------------ | --------------------- | ---- | --------------- | ----- | ---- |
| 1      | 8     | Ayrton Senna       | McLaren-Ford          | 79   | 1:43:27.476     | 1     | 10   |
| 2      | 2     | Alain Prost        | Williams-Renault      | 79   | +9.259          | 2     | 6    |
| 3      | 0     | Damon Hill         | Williams-Renault      | 79   | +33.902         | 3     | 4    |
| 4      | 27    | Jean Alesi         | Ferrari               | 78   | +1 kolo         | 7     | 3    |
| 5      | 28    | Gerhard Berger     | Ferrari               | 78   | +1 kolo         | 6     | 2    |
| 6      | 25    | Martin Brundle     | Ligier-Renault        | 78   | +1 kolo         | 8     | 1    |
| 7      | 10    | Aguri Suzuki       | Footwork-Mugen-Honda  | 78   | +1 kolo         | 10    |      |
| 8      | 6     | Riccardo Patrese   | Benetton-Ford         | 77   | Palivový systém | 9     |      |
| 9      | 26    | Mark Blundell      | Ligier-Renault        | 77   | +2 kola         | 14    |      |
| 10     | 9     | Derek Warwick      | Footwork-Mugen-Honda  | 77   | +2 kola         | 17    |      |
| 11     | 14    | Rubens Barrichello | Jordan-Hart           | 76   | +3 kola         | 13    |      |
| 12     | 20    | Érik Comas         | Larrousse-Lamborghini | 76   | +3 kola         | 21    |      |
| 13     | 4     | Andrea de Cesaris  | Tyrrell-Yamaha        | 75   | +4 kola         | 15    |      |
| 14     | 19    | Tošio Suzuki       | Larrousse-Lamborghini | 74   | +5 kol          | 24    |      |
| 15     | 29    | Karl Wendlinger    | Sauber                | 73   | Brzdy           | 11    |      |
| Ret    | 30    | Jyrki Järvilehto   | Sauber                | 56   | Nehoda          | 12    |      |
| Ret    | 23    | Jean-Marc Gounon   | Minardi-Ford          | 34   | Vyjetí z tratě  | 22    |      |
| Ret    | 7     | Mika Häkkinen      | McLaren-Ford          | 28   | Brzdy           | 5     |      |
| Ret    | 5     | Michael Schumacher | Benetton-Ford         | 19   | Motor           | 4     |      |
| Ret    | 3     | Ukjó Katajama      | Tyrrell-Yamaha        | 11   | Vyjetí z tratě  | 18    |      |
| Ret    | 15    | Eddie Irvine       | Jordan-Hart           | 10   | Nehoda          | 19    |      |
| Ret    | 12    | Johnny Herbert     | Lotus-Ford            | 9    | Zavěšení        | 20    |      |
| Ret    | 24    | Pierluigi Martini  | Minardi-Ford          | 5    | Převodovka      | 16    |      |
| Ret    | 11    | Pedro Lamy         | Lotus-Ford            | 0    | Nehoda          | 23    |      |

## Konečné pořadí šampionátu
Pohár jezdců
| Pořadí | Jezdec             | Body |
| ------ | ------------------ | ---- |
| 1      | Alain Prost        | 99   |
| 2      | Ayrton Senna       | 73   |
| 3      | Damon Hill         | 69   |
| 4      | Michael Schumacher | 52   |
| 5      | Riccardo Patrese   | 20   |

Pohár konstruktérů
| Pořadí | Konstruktér      | Body |
| ------ | ---------------- | ---- |
| 1      | Williams-Renault | 168  |
| 2      | McLaren-Ford     | 84   |
| 3      | Benetton-Ford    | 72   |
| 4      | Ferrari          | 28   |
| 5      | Ligier-Renault   | 23   |